# 中学生横綱
中学生横綱（ちゅうがくせいよこづな）とは、全国中学校相撲選手権大会の個人戦の優勝者に贈られる称号である。しかし日本中体連は2027年度より全中から除外すると発表した。

## 歴代の中学生横綱
- 大相撲入りした選手は四股名を記した（括弧内は最高位。（）の付いていないのは現役力士）。

| 開催年           | 優勝者     | 在籍校             | 四股名               |
| ---------------- | ---------- | ------------------ | -------------------- |
| 1971年(昭和46年) | 入吉裕介   | 宇佐中（大分）     |                      |
| 1972年(昭和47年) | 葛西二三彦 | 新和中（青森）     |                      |
| 1973年(昭和48年) | 後藤哲雄   | 中京中（愛知）     | 栃司哲史（関脇）     |
| 1974年(昭和49年) | 高橋道雄   | 森岳中（秋田）     | 若ノ海正照（十両）   |
| 1975年(昭和50年) | 田中伸司   | 弘前一中（青森）   |                      |
| 1976年(昭和51年) | 田代光恭   | 一迫中（宮城）     |                      |
| 1977年(昭和52年) | 西川正美   | 穴水中（石川）     |                      |
| 1978年(昭和53年) | 青山直樹   | 弘前一中（青森）   |                      |
| 1979年(昭和54年) | 秋本久雄   | 明徳中（高知）     | 秋本久雄（幕下）     |
| 1980年(昭和55年) | 秋本久雄   | 明徳中（高知）     | 秋本久雄（幕下）     |
| 1981年(昭和56年) | 青山智彦   | 弘前一中（青森）   |                      |
| 1982年(昭和57年) | 林正人     | 御坊中（和歌山）   | 大輝煌正人（幕内）   |
| 1983年(昭和58年) | 木村公記   | 鰺ヶ沢一中（青森） |                      |
| 1984年(昭和59年) | 中佐訓康   | 内灘中（石川）     |                      |
| 1985年(昭和60年) | 藤本恵三   | 掛合中（島根）     |                      |
| 1986年(昭和61年) | 末川久幸   | 河内中（熊本）     |                      |
| 1987年(昭和62年) | 加藤耕市   | 府中八中（東京）   |                      |
| 1988年(昭和63年) | 柳川信行   | 南海中（高知）     | 増健亘志（十両）     |
| 1989年(平成元年) | 平伸一     | 葛飾青葉中（東京） | 出羽平真一（十両）   |
| 1990年(平成2年)  | 田中康弘   | 明大中野中（東京） | 魁道康弘（十両）     |
| 1991年(平成3年)  | 加藤精彦   | 板柳中（青森）     | 高見盛精彦（小結）   |
| 1992年(平成4年)  | 竹内雅人   | 見川中（茨城）     | 雅山哲士（大関）     |
| 1993年(平成5年)  | 垣添徹     | 宇佐北部中（大分） | 垣添徹（小結）       |
| 1994年(平成6年)  | 若松怜     | 酒田一中（山形）   |                      |
| 1995年(平成7年)  | 中村護     | 宇土鶴城中（熊本） |                      |
| 1996年(平成8年)  | 杉田喜章   | 浜松八幡中（静岡） | 杉田喜章（幕下）     |
| 1997年(平成9年)  | 高橋大輔   | 日比野中（愛知）   | 玉飛鳥大輔（幕内）   |
| 1998年(平成10年) | 菊次一弘   | 明徳義塾中（高知） | 琴奨菊和弘（大関）   |
| 1999年(平成11年) | 市原孝行   | 御田中（愛知）     | 市原孝行（幕内）     |
| 2000年(平成12年) | 木村拓也   | 八幡東中（滋賀）   | 朝拓也太郎（序二段） |
| 2001年(平成13年) | 影山雄一郎 | 安芸中（高知）     | 栃煌山雄一郎（関脇） |
| 2002年(平成14年) | 村上良太   | 大泉西中（群馬）   |                      |
| 2003年(平成15年) | 寺村流志   | 安芸中（高知）     |                      |
| 2004年(平成16年) | 橋本誠也   | 報徳学園中（兵庫） |                      |
| 2005年(平成17年) | 南雲学人   | 明大中野中（東京） |                      |
| 2006年(平成18年) | 滝田真     | 倉田山中（三重）   |                      |
| 2007年(平成19年) | 網谷勇志   | 鳥取西中（鳥取）   |                      |
| 2008年(平成20年) | 太田雅章   | 磐田神明中（静岡） |                      |
| 2009年(平成21年) | 村松裕介   | 竹原中（広島）     |                      |
| 2010年(平成22年) | 古川晴貴   | 八代四中（熊本）   |                      |
| 2011年(平成23年) | 佐藤貴信   | 報徳学園中（兵庫） | 貴景勝貴信（大関）   |
| 2012年(平成24年) | 深井拓斗   | 鳴和中（石川）     | 深井拓斗             |
| 2013年(平成25年) | 川上竜虎   | 宇土鶴城中（熊本） | 竜虎川上（十両）     |
| 2014年(平成26年) | 塚原隆明   | 黒須中（埼玉）     | 栃大海雄             |
| 2015年(平成27年) | 神山龍一   | 黒須中（埼玉）     | 栃神山龍一（幕下）   |
| 2016年(平成28年) | 草野直哉   | 宇土鶴城中（熊本） | 草野直哉             |
| 2017年(平成29年) | 鳴海匠馬   | 木造中（青森）     |                      |
| 2018年(平成30年) | 吉井虹     | 焼津港中（静岡）   | 吉井虹               |
| 2019年(令和元年) | 新島伊武起 | 龍南中（鹿児島）   |                      |
| 2020年(令和2年)  | 五十嵐翔   | 高岡南星中（富山） |                      |
| 2021年(令和3年)  | 西出大毅   | 西和中（和歌山）   |                      |
| 2022年(令和4年)  | 西村和真   | 東伯中（鳥取）     | 西村和真             |
| 2023年(令和5年)  | 田宮愛喜   | 大宮西中（埼玉）   |                      |
| 2024年(令和6年)  | 佐藤珀呂汎 | 宇土鶴城中（熊本） |                      |